# فولكس فاجن آي دي باز
فولكس فاجن آي دي باز هي ميني فان كهربائية من إنتاج شركة فولكس فاجن الألمانية، تم الكشف عنها لأول مرة خلال معرض أمريكا الشمالية الدولي للسيارات 2017 وبدأ إنتاجها في يونيو 2022.